# Lê Quang Liêm
Lê Quang Liêm (13 de março de 1991) é o enxadrista do Vietnã melhor colocado no mundo. Ele foi o campeão mundial de xadrez na categoria abaixo de 14 anos em julho de 2005 e competiu pelo Vietnã nas olimpíadas de xadrez em 2006 e 2008.
Em setembro de 2008 Liêm venceu o primeiro aberto de xadrez do Vietnã conseguindo 7 pontos de 9 possíveis. Em setembro de 2009 ele venceu o quarto torneio aberto de xadrez de, ficando a frente de 13 adversários (todos com rating superior ao dele). Em fevereiro de 2010 ele venceu o nono Aberto de Aeroflot conseguindo 7 pontos de 9 possíveis e conquistou o direito de disputar o torneio anual de Dortmund. No mesmo ano ele terminou empatado em primeiro lugar com Konstantin Chernyshov, Evgeny Bareev e Ernesto Inarkiev no Aberto de Moscou.
Atendendo o convite que conquistou ao venceu o Aberto de Aeroflot, Liêm disputou seu primeiro torneio de elite no xadrez, em Dortmund. De 15 a 25 de julho ele enfrentou alguns dos melhores enxadristas do mundo, inclusive vencendo na quarta rodada o ex-campeão mundial Ruslan Ponomariov e Peter Leko na rodada seguinte, e terminou o torneio em segundo lugar com 5.5. pontos de 10 possíveis e um rating performance de 2776.